# WAVE (T-SQUAREのアルバム)
『WAVE』（ウェイブ）は、T-SQUARE14枚目のアルバム。
1989年3月21日にリリース。

## 解説
THE SQUAREから数えて14枚目、T-SQUAREと改名後、初のアルバム。全11曲入。
スクェアは本作発売の2年前に米国に進出したが、既に同名バンドがあった為、米国ではT-SQUARE名義で活動していた。本作発売後からは日本国内でも“T-SQUARE”名義で活動開始。本作からアナログ盤発売は終了、CDのみの発売。初回発売時のみ、BOXパッケージ仕様で豪華ブックレット仕様。
2曲目「LOVE FOR SPY」は JFNラジオで夕方6時から放送の「FMヤングスタジオ」エンディングテーマで1989年4月～1992年3月まで使用された。
4曲目「YOUR CHRISTMAS」はinstrumentalながらクリスマスをテーマにした曲で、スクェア流クリスマスソング。クリスマスが近い年末ライヴでは定番となる。
10曲目「ARCADIA」は「TRUTH」を彷彿させるロック調の曲。テレビ大阪『1989年度FIM2輪ロードレース世界選手権』テーマ曲として使用された。

## 収録曲
1. MORNING STAR - 安藤まさひろ作曲
2. LOVE FOR SPY - 安藤まさひろ作曲
3. JEALOUSY - 安藤まさひろ作曲
4. YOUR CHRISTMAS - 安藤まさひろ作曲
5. ROUTE 405 - 和泉宏隆作曲
6. DOOBA WOOBA!! - 則竹裕之・須藤満作曲
7. BIG CITY - 安藤まさひろ作曲
8. STILL I LOVE YOU - 安藤まさひろ作曲
9. HARD-BOILED - 安藤まさひろ作曲
10. ARCADIA - 安藤まさひろ作曲
11. RACHAEL - 和泉宏隆作曲

## 演奏
- 安藤まさひろ：Guitar, Guitar Synthesizer (#5), Synthesizer Programming
- 伊東たけし：Alto Sax, EWI
- 和泉宏隆：Acoustic Piano, Synthesizer, Programming
- 則竹裕之：Drums, Drum Machine Programming
- 須藤満：Bass